# سنیتسه نا هانه
سنیتسه نا هانه (به لاتین: Senice na Hané) یک منطقهٔ مسکونی در جمهوری چک است که در ناحیه اولومووتس واقع شده‌است. سنیتسه نا هانه ۱۹٫۲۴ کیلومتر مربع مساحت و ۱٬۸۱۶ نفر جمعیت دارد و ۲۳۸ متر بالاتر از سطح دریا واقع شده‌است.